# Ray Land
Ray Land, född 14 november 1930, död 14 maj 2020, var en australisk friidrottare. Han deltog vid olympiska sommarspelen 1956.